# جورج دی. بیکر
جورج دی. بیکر (انگلیسی: George D. Baker؛ ۲۲ آوریل ۱۸۶۸ – ۲ ژوئن ۱۹۳۳) کارگردان و فیلم‌نامه‌نویس اهل کشور ایالات متحده آمریکا بود. وی در سال‌های سینمای صامت آمریکا فعالیت می‌کرد.